# Mount Pleasant (Town, Green County)
Die Town of Mount Pleasant ist eine von 16 Towns im Green County im US-amerikanischen Bundesstaat Wisconsin. Im Jahr 2010 hatte die Town of Mount Pleasant 598 Einwohner.
Town hat in Wisconsin eine grundlegend andere Bedeutung, als im übrigen englischsprachigen Bereich. Vielmehr entspricht sie den in den anderen US-Bundesstaaten üblichen Townships, die nach dem County die nächstkleinere Verwaltungseinheit bilden.

## Geografie
Die Town of Mount Pleasant liegt im Süden Wisconsins, rund 25 km nördlich der Grenze zu Illinois. Der am Mississippi gelegene Schnittpunkt der drei Bundesstaaten Wisconsin, Iowa und Illinois liegt rund 110 km westlich. Die Town wird von Nord nach Süd vom Little Sugar River durchflossen, der über den Sugar River, den Pecatonica River und den Rock River zum Stromgebiet des Mississippi gehört.
Die Koordinaten des geografischen Zentrums der Town of Mount Pleasant sind 42°43′24″ nördlicher Breite und 89°32′22″ westlicher Länge. Sie erstreckt sich über eine Fläche von 88,8 km².
Die Town of Mount Pleasant liegt im Zentrum des Green County und grenzt an folgende Nachbartowns und selbstständige Gemeinden:
| Town of New Glarus                       | Town of Exeter                              | Town of Brooklyn |
| Village of Monticello Town of Washington | Kompassrose, die auf Nachbargemeinden zeigt | Town of Albany   |
| Town of Monroe                           | Town of Sylvester                           | Town of Decatur  |

## Verkehr
Der Wisconsin State Highway 69 führt durch den Westen der Town of Mount Pleasant. Daneben verlaufen noch die County Highways C, D und F durch die Town. Alle weiteren Straßen sind untergeordnete Landstraßen sowie teils unbefestigte Fahrwege.
Durch die Town of Mount Pleasant verläuft der Sugar River State Trail, ein auf der Trasse einer ehemaligen Eisenbahnstrecke verlaufender Rail Trail für Wanderer und Radfahrer. Im Winter kann der Wanderweg auch mit Schneemobilen befahren werden.
Der nächste Flughafen ist der Dane County Regional Airport in Wisconsins Hauptstadt Madison (rund 55 km nordnordöstlich).

## Bevölkerung
Nach der Volkszählung im Jahr 2010 lebten in der Town of Mount Pleasant 598 Menschen in 237 Haushalten. Die Bevölkerungsdichte betrug 6,7 Einwohner pro Quadratkilometer. In den 237 Haushalten lebten statistisch je 2,52 Personen.
Ethnisch betrachtet setzte sich die Bevölkerung zusammen aus 98,2 Prozent Weißen, 0,2 Prozent Afroamerikanern, 0,2 Prozent amerikanischen Ureinwohnern, 0,7 Prozent Asiaten sowie 0,3 Prozent aus anderen ethnischen Gruppen; 0,5 Prozent stammten von zwei oder mehr Ethnien ab. Unabhängig von der ethnischen Zugehörigkeit waren 1,0 Prozent der Bevölkerung spanischer oder lateinamerikanischer Abstammung.
22,7 Prozent der Bevölkerung waren unter 18 Jahre alt, 64,4 Prozent waren zwischen 18 und 64 und 12,9 Prozent waren 65 Jahre oder älter. 44,6 Prozent der Bevölkerung war weiblich.
Das mittlere jährliche Einkommen eines Haushalts lag bei 72.188 USD. Das Pro-Kopf-Einkommen betrug 29.698 USD. 6,1 Prozent der Einwohner lebten unterhalb der Armutsgrenze.

## Ortschaften in der Town of Mount Pleasant
Neben Streubesiedlung existieren in der Town of Mount Pleasant keine weiteren Siedlungen.